# نقش‌برجسته دیهیم‌ستانی اردشیر دوم

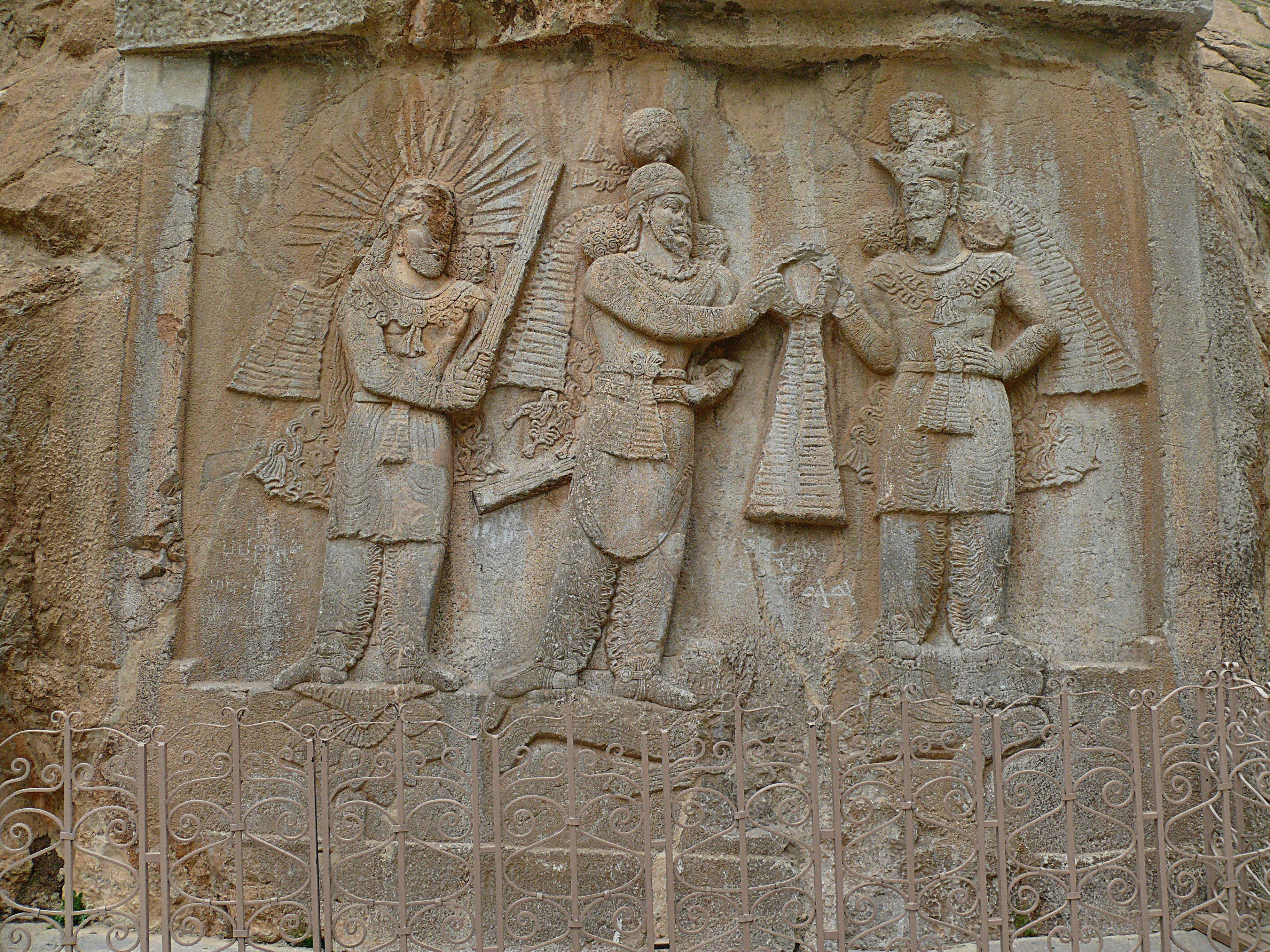
نقش‌برجسته تاج‌گذاری اردشیر دوم

نقش‌برجستهٔ تاج‌گذاری اردشیر دوم نام نقش برجسته‌ای موسوم به اردشیر دوم در میان سال‌های ۳۷۹ تا ۳۸۳م است که در کنار تاق کوچک در تاق‌بستان و شمال شرقی شهر کرمانشاه قرار دارد. این نقش‌برجسته، نخستین نقش‌برجستهٔ تاق‌بستان است که در کنار تاق کوچک قرار دارد.
در این نقش‌برجستهٔ اردشیر دست خود را به سوی حلقهٔ شهریاری که اهورامزدا به او تسلیم می‌دارد، دراز کرده‌است. سنگ‌نگاره اهورامزدا سنتی است. سمت چپ اردشیر مهر ایستاده‌است که برسم به دست دارد. اردشیر با نشانه‌های شاهنشاهی که پیشینبهٔ آن به سدهٔ چهارم میلادی می‌رسد، نقش‌بسته شده‌است. مهر با همان پوشاک اهورامزدا است که حلقه‌ای مشعشع گرد سر اوست. اهورامزدا و اردشیر پاهای خود را بر بدن شاه شکست یافتهٔ کوشان نهاده‌اند. زیر پای مهر گل نیلوفر دیده می‌شود.

## نگارخانه

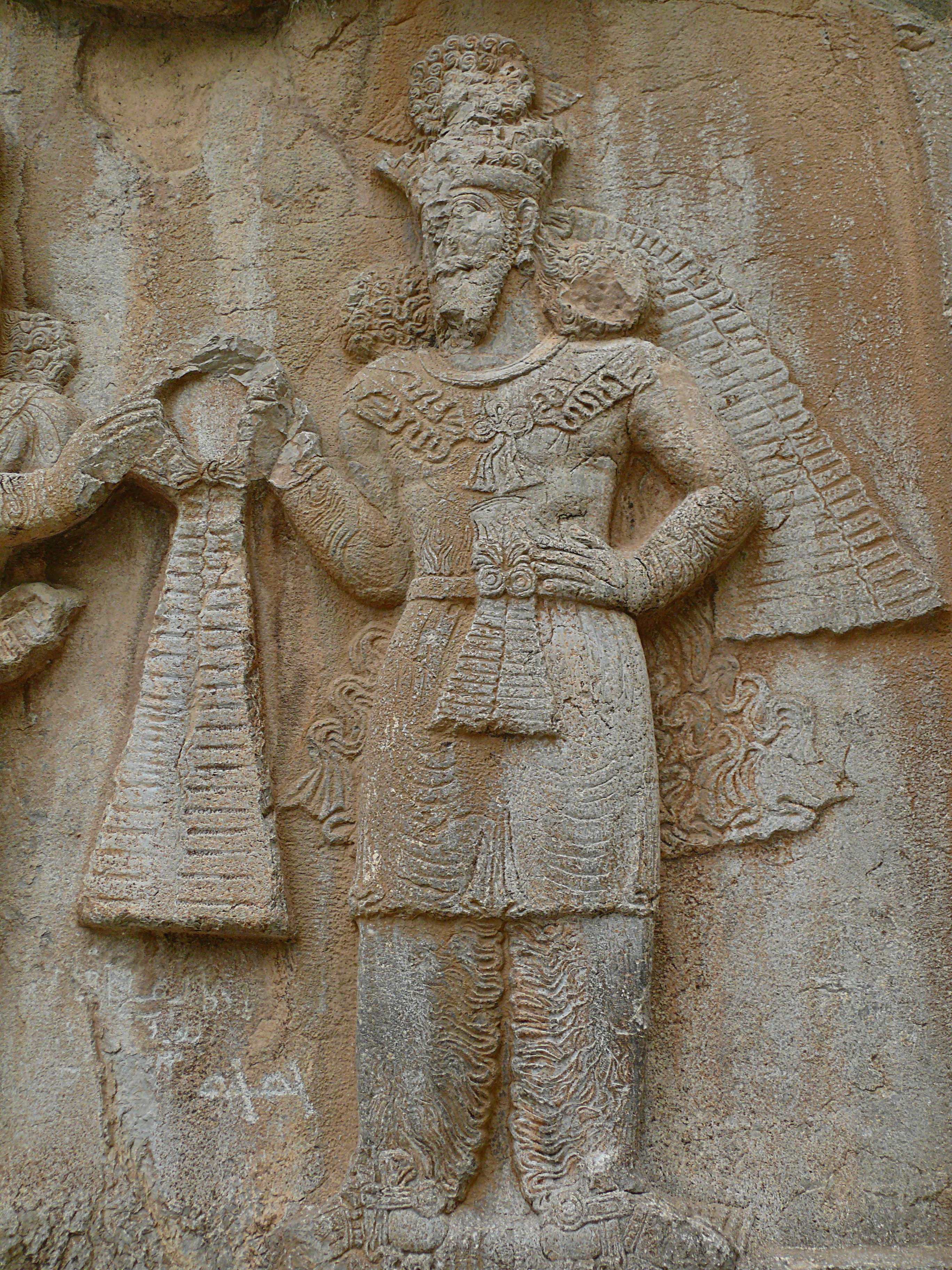
سنگ‌نگاره اهورامزدا
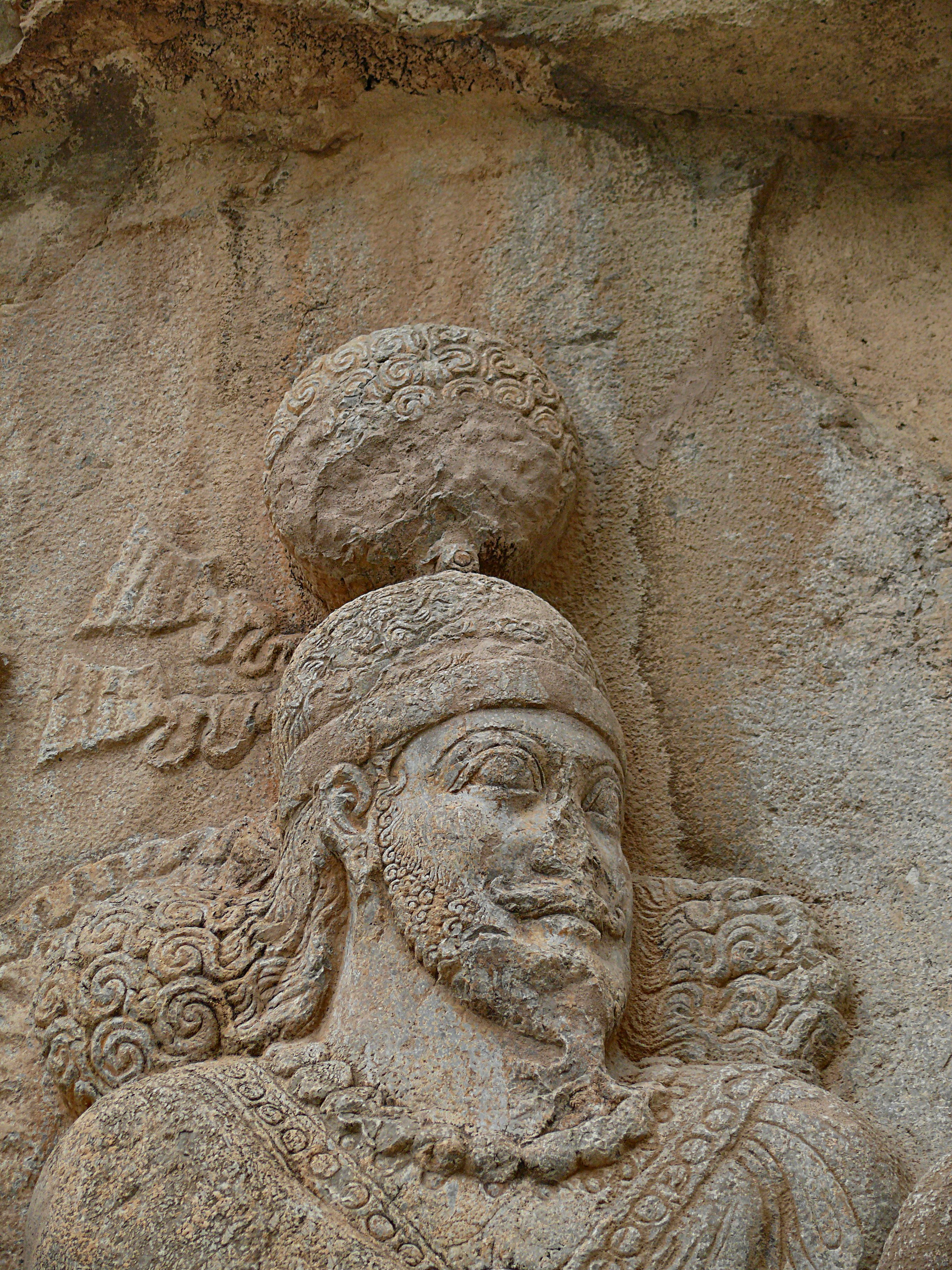
سنگ‌نگاره اردشیر دوم
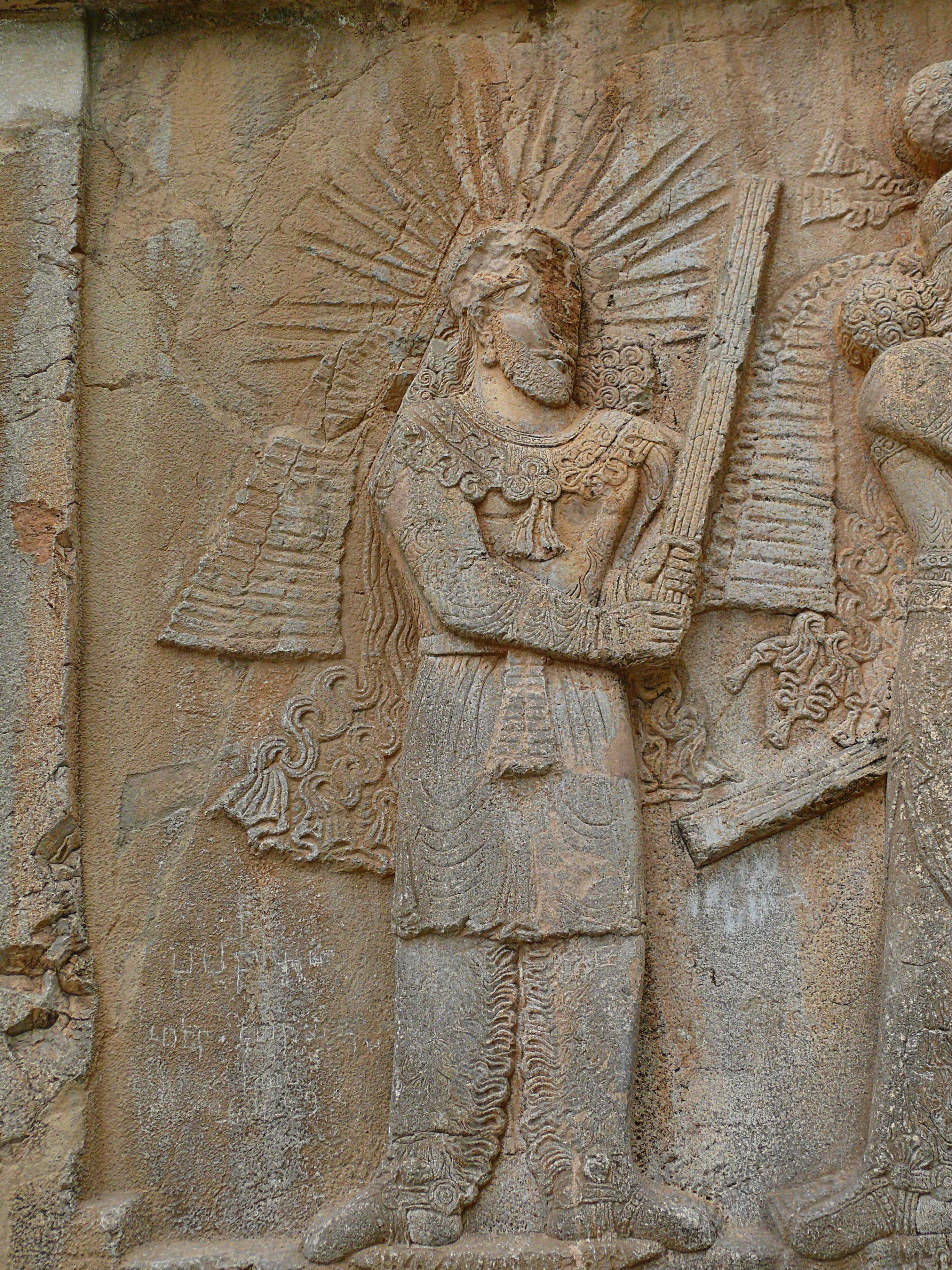
سنگ‌نگاره مهر که در دستش، برسم دارد
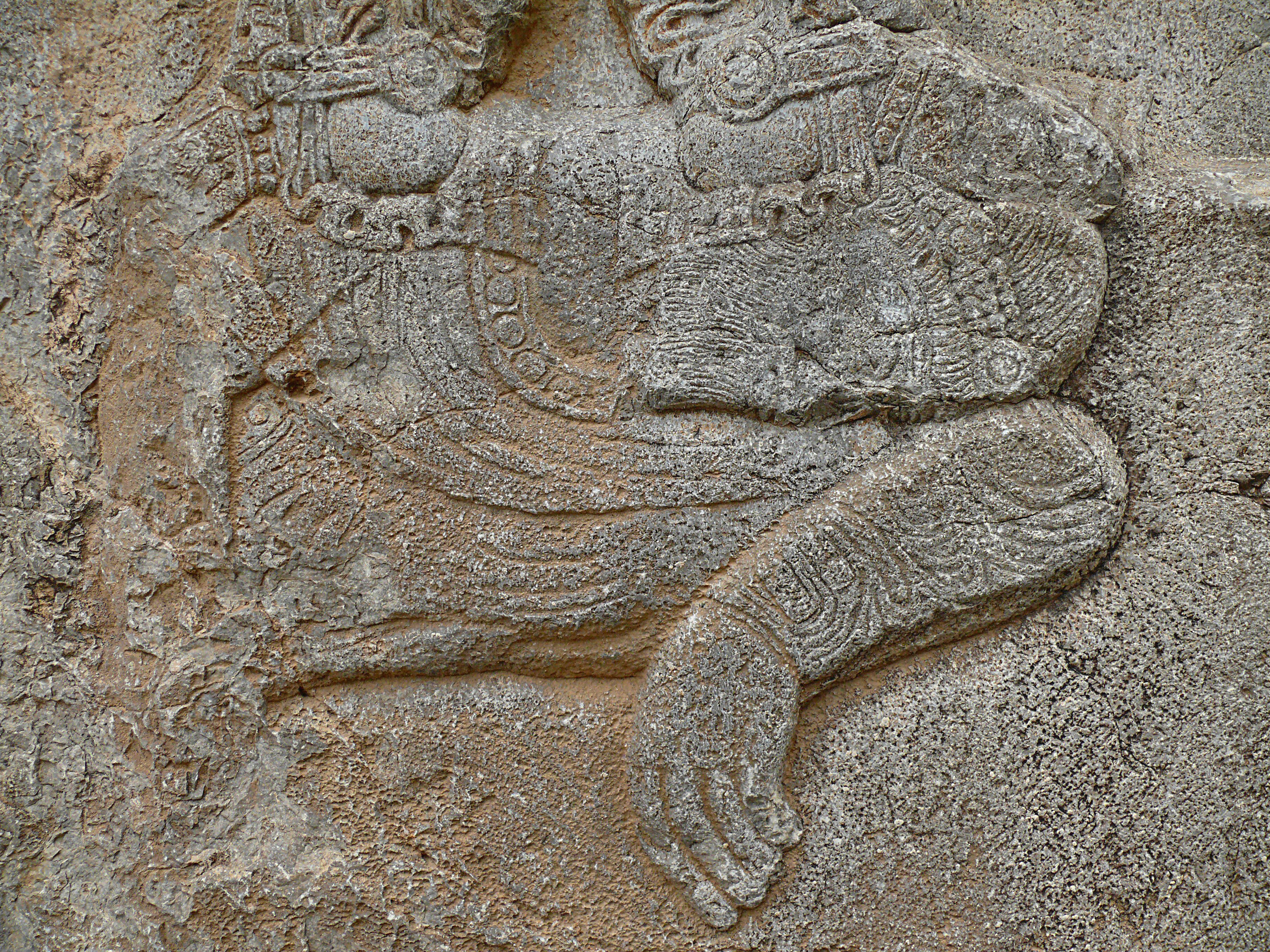
سنگ‌نگاره ژولیان در زیر پاهای اردشیر دوم و اهورامزدا
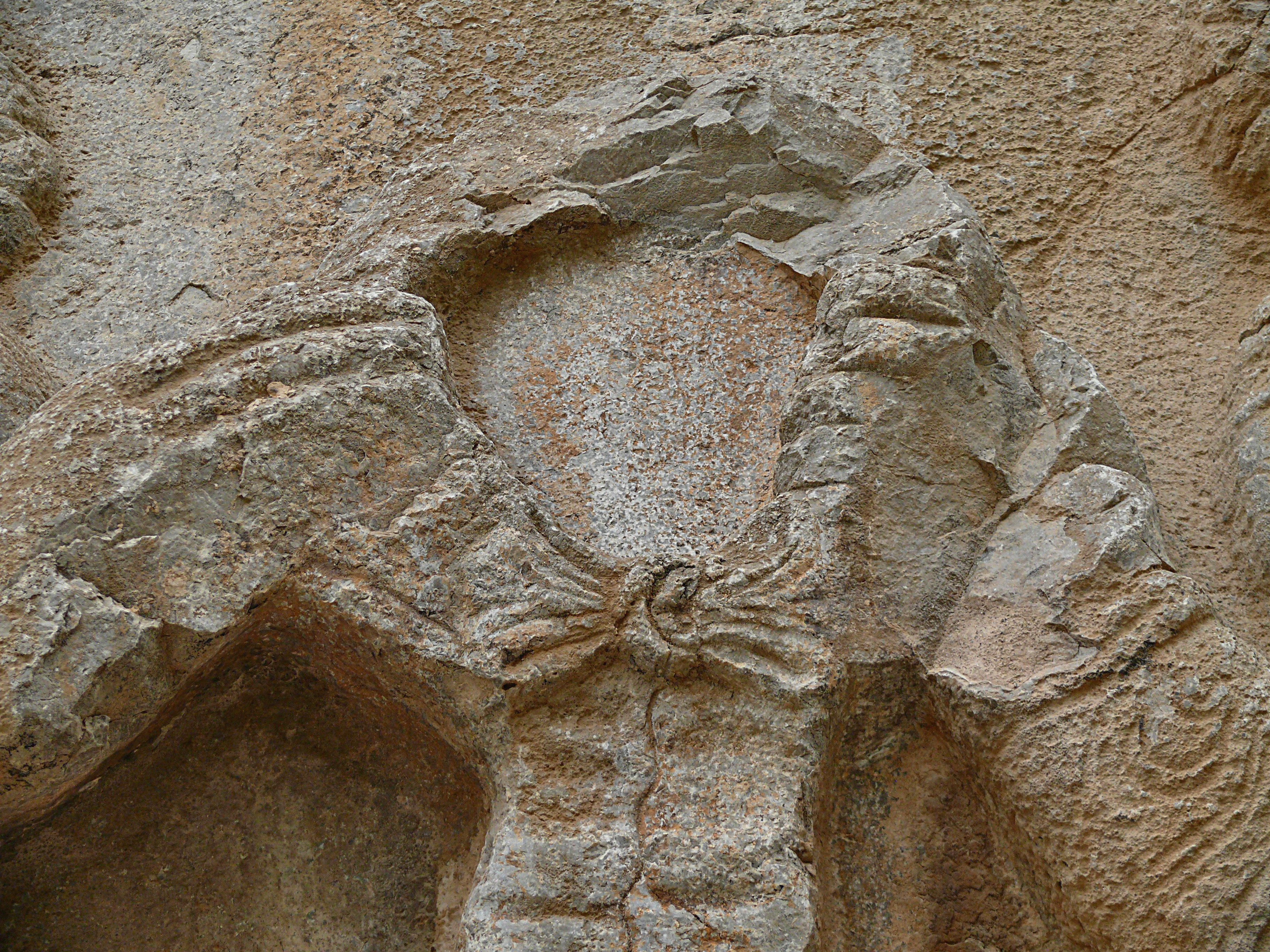
سنگ‌نگاره حلقهٔ دیهیم‌ستانی
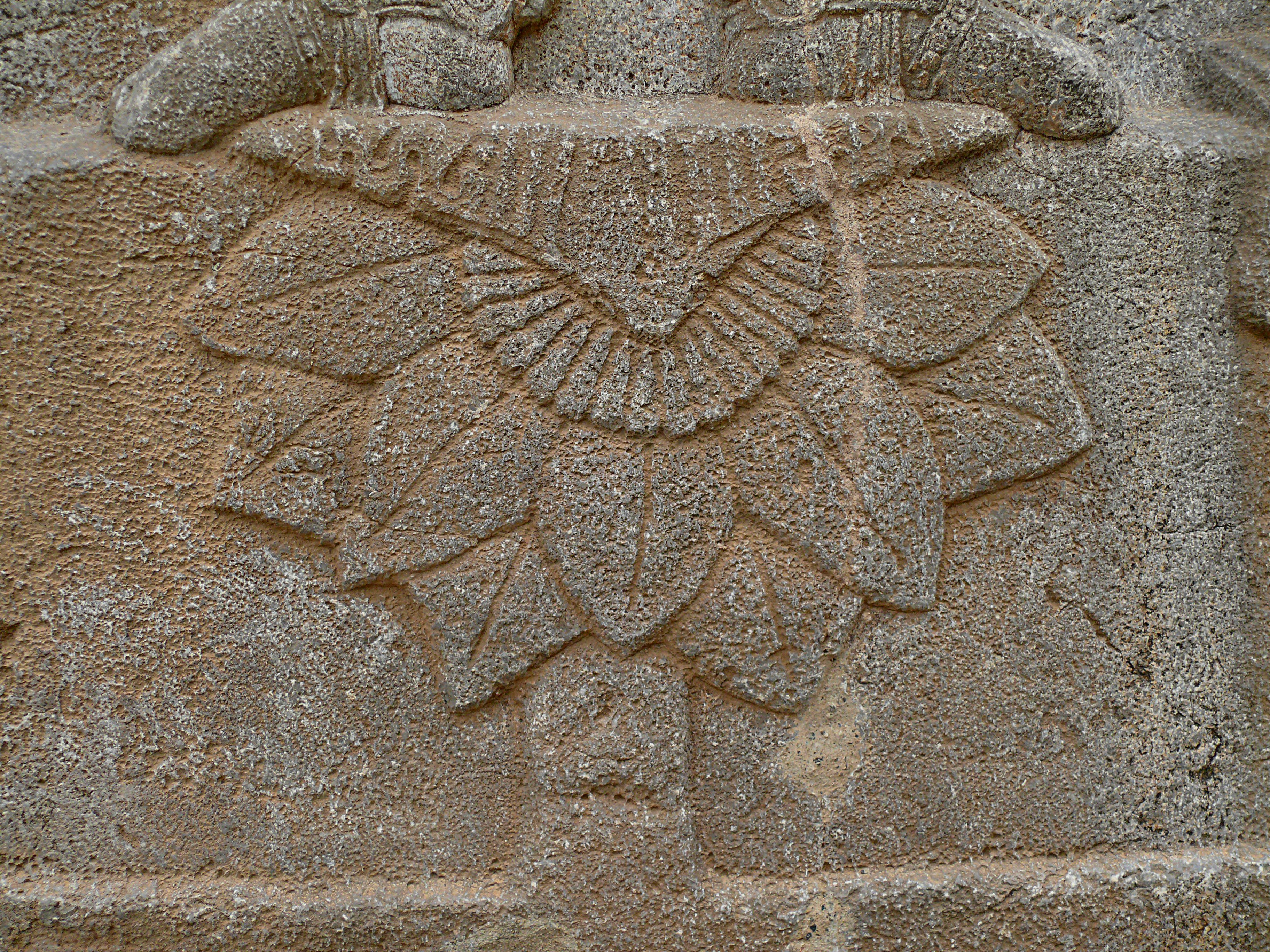
سنگ‌نگاره نیلوفر آبی مقدس در زیر پاهای مهر